# Stylocellus lornei
Espèce
Stylocellus lornei est une espèce d'opilions cyphophthalmes de la famille des Stylocellidae.

## Distribution
Cette espèce est endémique de la province de Ranong en Thaïlande. Elle se rencontre sur Ko Phayam.

## Description
Le mâle holotype mesure 5,90 mm, les mâles mesurent de 5,57 à 6,20 mm et les femelles de 6,30 à 6,50 mm.

## Étymologie
Cette espèce est nommée en l'honneur de Lorne Michaels.

## Publication originale
- Clouse, 2012 : « The lineages of Stylocellidae (Arachnida: Opiliones: Cyphophthalmi). » Zootaxa, no 3595, p. 1–34.